# Примроуз, Арчибальд, 1-й граф Розбери
Арчибальд Примроуз, 1-й граф Розбери (англ. Archibald Primrose, 1st Earl of Rosebery; 18 декабря 1664 — 20 октября 1723) — шотландский политик и пэр.

## Ранняя жизнь
Родился 18 декабря 1664 года в Эдинбурге, Мидлотиан, Шотландия. Единственный сын сэра Арчибальда Примроуза, лорда Кэррингтона (1616—1679), и его второй жены Агнес Грей (? — 1699). Его мать, дочь сэра Уильяма Грея из Питтендрама, была вдовой сэра Джеймса Дандаса из Ньюлистона. Его отец, сын Джеймса Примроуза и Кэтрин Лоусон, был вдовцом Элизабет Кейт, дочери сэра Джеймса Кейта из Бенхолма.

## Карьера
В 1680 году Арчибальд Примроуз служил в императорской армии против турок в Венгрии. Он был лордом опочивальни принца Георга Датского (мужа будущей королевы Анны) в 1688 году.
1 апреля 1700 года Арчибальд Примроуз получил титулы 1-го виконта Примроуза и 1-го лорда Примроуза и Далмени в системе Пэрства Шотландии. 10 апреля 1703 года для него был создан титул 1-го графа Розбери, 1-го виконта Инверкейтинга и 1-го лорда Далмени и Примроуза (Пэрство Шотландии) после вступления на престол королевы Анны Стюарт. Он был комиссаром по объединению с Англией в 1707 году и был шотландским пэром-представителем в Палате лордов в 1707, 1708, 1710 и 1713 годах.
Член Тайного совета Шотландии в 1701 и 1703 годах, камергер Файфа и Стратерна (1703—1714).

## Личная жизнь
3 февраля 1690 года Арчибалд Примроуз женился на Доротее Кресси, дочери Эверингема Кресси. У супругов было четверо детей:
- Джеймс Примроуз, 2-й граф Розбери (ок. 1690 — 26 ноября 1755), который женился на Мэри Кэмпбелл, дочери достопочтенного Джона Кэмпбелла (сына 9-го графа Аргайла и леди Мэри Стюарт, дочери 4-го графа Морея) и Элизабет Элфинстоун (дочери 8-го лорда Элфинстоуна)[3].
- Леди Мэри Примроуз (? — 17 декабря 1746), в 1724 году которая вышла замуж за сэра Арчибальда Примроуза, 2-го баронета, сына Джорджа Примроуза из Равелстоуна[3].
- Леди Маргарет Примроуз (? — 7 октября 1785), около 1737 года вышедшая замуж за Alexander Sinclair, 9th Earl of Caithness|Александра Синклера, 9-го графа Кейтнесса (? — 1765), сына Джона Синклера, 8-го графа Кейтнесса (? — 1705)[3].
- Леди Доротея Примроуз, она жила в Блэкфрайарс-Уинд на Королевской Миле в Эдинбурге, чтобы заботиться о своей тете Примроуз Кэмпбелл, леди Ловат (сестре графа), вдове казненного лорда Ловата[5].

Лорд Розбери скончался 20 октября 1723 года в возрасте 58 лет. Ему наследовал его единственный сын Джеймс.